# El Torres
Juan Antonio Torres, más conocido como El Torres, es un editor y guionista de historietas español nacido el 19 de julio de 1972 en Málaga. 

## Biografía

### Familia
Juan Antonio Torres está casado con la malagueña Francisca "Paqui" Torres, una profesora de Historia, doctorada en Historia del Arte.

### Inicios profesionales
El Torres comenzó como dibujante en los fanzines Sneeze Gang y Pintamonas Asociados. 
A finales de los 90, se convirtió en uno de los directores de MegaMultimedia, cuya línea de cómic contribuyó a ampliar con revistas centradas en géneros específicos: Erótico (Wet Comix, Hentai), fantástico (Barbarian, The Realm), humorístico (Mala Impresión) y terrorífico (Trece). De gran parte de sus series, como Bribones y Nancy in Hell, ambas dibujadas por Juanjo RyP, fue también guionista.
En 2001, abandonó Megamultimedia y fundó Sulaco Ediciones, desde la que produjo la revista "Pulp!", novelas y cómics en régimen de cooedición para el mercado americano como Magical Mistery Moore/Alan Moore's Magic Words (2002). En octubre de ese mismo año, cerró la editorial, debido a la apropiación de materiales por parte de Proyectos Editoriales Crom.

### Malaka Studio y Amigo Comics
Inasequible al desaliento, El Torres fundó "Malaka Studio", dedicada a la exportación de cómic e ilustraciones de autores nacionales, como Fran Gamboa, Gabriel Hernández, Juan Carlos Ruiz y Antonio Vázquez. También colaboró con Recerca Editorial. 
En 2009, su thriller sobrenatural The Veil, dibujado por Gabriel Hernández, fue publicado en Estados Unidos por la editorial IDW Publishing y en España al año siguiente por Dibbuks. Su siguiente historieta de terror, El bosque de los suicidas (2011) fue también un éxito y a finales de 2012 fundó el sello Amigo Cómics, con la intención de publicar directamente en Estados Unidos.

### Premios
Su obra El Bosque de los Suicidas recibió tres premios Haxtur en 2012 En 2015, recibió el premio Expocomic al Mejor Guionista Nacional por El Fantasma de Gaudí, obra que también fue galardonada en el 34 Salón del Cómic de Barcelona 2016 como Mejor Obra y por la que obtuvo una nominación en los Premios Eisner en la categoría de Mejor Edición Norteamericana de Material Internacional y una nominación en los premios Harvey en la categoría de Mejor Cómic Europeo. En 2017, recibió el I premio Carlos Giménez al Mejor Guionista Nacional por Camisa de Fuerza, además del premio al Mejor Rotulista y el premio al Mejor Autor Español en la I edición de los Premios José Sanchís Grau, en 2018. También en 2018 su obra Goya. Lo sublime Terrible fue nominada en siete categorías en la II edición de los Premios Carlos Giménez, obteniendo El Torres los premios a Mejor rotulista y Mejor guionista nacional.

## Obras
| Años      | Título                                                                        | Dibujante                        | Entintador      | Colorista             | Publicación                         |
| --------- | ----------------------------------------------------------------------------- | -------------------------------- | --------------- | --------------------- | ----------------------------------- |
| 1998      | Judas y Jezabel                                                               | Antonio Vázquez                  |                 |                       | MegaMultimedia                      |
| 1998-1999 | Team Triumph                                                                  |                                  |                 |                       | MegaMultimedia                      |
| 1999      | Bribones                                                                      | Juanjo RyP                       |                 | Miguel Ángel Castillo | MegaMultimedia                      |
| 1999      | Swordmasters                                                                  | Oscar J. Vargas                  |                 |                       | MegaMultimedia                      |
| 2000-2010 | Nancy in Hell                                                                 | Juanjo RyP                       |                 |                       | MegaMultimedia-Image Comics/Dibbuks |
| 2001      | Bribones: El corazón de un dios                                               | Juanjo RyP                       | Lorenzo Lorente | Miguel Ángel Castillo | Sulaco Ediciones                    |
| 2005      | Miserere                                                                      | Antonio Vázquez                  |                 |                       | Recerca Editorial                   |
| 2007      | Zombies!: Eclipse Of The Undead                                               | Yair Herrera                     |                 |                       | IDW Publishing                      |
| 2007      | CVO: African Blood                                                            | Antonio Vázquez                  |                 |                       | IDW Publishing                      |
| 2007      | Vórtice                                                                       | Antonio Vázquez                  |                 |                       | Recerca Editorial                   |
| 2009      | The Veil                                                                      | Gabriel Hernández                |                 |                       | IDW Publishing/Dibbuks              |
| 2010-2011 | The Suicide Forest                                                            | Gabriel Hernández                |                 |                       | IDW Publishing                      |
| 2011      | Drums                                                                         | Abe Hernando                     |                 | Fran Gamboa           | Image Comics/Dibbuks                |
| 2011      | La Huella de Lorca                                                            | Carlos Hernández                 |                 |                       | Norma Editorial                     |
| 2012      | Nancy in Hell on Earth                                                        | Enrique Lorenzana                |                 | Fran Gamboa           | Image Comics/Aleta Ediciones        |
| 2013-2016 | Rogues!                                                                       | Juanjo Ryp, Diego Galindo, otros |                 | Varios                | Amigo Comics/Dibbuks                |
| 2013      | The Westwood Witches                                                          | Abel García, Ángel Hernández     |                 | Esther Sanz           | Amigo Comics/Dibbuks                |
| 2015      | Virtual Hero                                                                  | Lolita Aldea                     | Lolita Aldea    |                       | Planeta                             |
| 2015      | El Fantasma de Gaudí                                                          | Jesús Alonso Iglesias            |                 |                       | Dibbuks                             |
| 2016      | Roman Ritual                                                                  | Jaime Martínez                   | Jaime Martínez  | Sandra Molina         | Amigo Comics/Dibbuks                |
| 2016      | Hoy me ha pasado algo muy bestia (basado en la obra de Daniel Estorach)       | Julián López                     | Juan Albarran   | Fran Gamboa           | Norma Editorial / Planeta           |
| 2016      | StraitJacket                                                                  | Guillermo Sanna                  |                 |                       | Amigo Comics                        |
| 2017      | Ministerio del Tiempo:Tiempo al tiempo (Co-guionizado con: Desiree Bressend ) | Jaime Martínez                   | Jaime Martínez  | Sandra Molina         | Aleta Ediciones / Panini            |
| 2018      | Goya: Lo sublime terrible                                                     | Fran Galán                       |                 |                       | Dibbuks                             |
| 2019      | Ghost Wolf: nacido en nieve y sangre                                          | Angel Hernández y otros          |                 | Esther Sanz           | Karras Comics                       |
| 2019      | Apocalypse Girl                                                               | Ramiro Borrallo                  |                 |                       | Karras Comics / Amigo Comics        |
| 2019      | Nancy in Hell: La larga carretera                                             | Hugo Petrus / Abel Cicero        |                 | Alexandra Thöne       | Karras Comics / Amigo Comics        |
| 2020      | Galdós y la miseria                                                           | Alberto Belmonte                 |                 |                       | Nuevo Nueve                         |
| 2020      | Bribones: la sombra sobre Gerada                                              | Pablo M. Collar                  |                 |                       | Karras Comics                       |
| 2020      | Phantasmagoria                                                                | Joe Bocardo                      |                 |                       | Karras Comics                       |
| 2021      | Camisa de Fuerza (edición remasterizada)                                      | Guillermo Sanna / Jaime Infante  |                 |                       | Karras Comics                       |
| 2022      | Salazar. Volumen 1: Judica causam tuam                                        | Ignacio Noé                      |                 |                       | Nuevo Nueve                         |